# Krystal (película)
Krystal es una película estadounidense cómica-dramática del año 2017 dirigida por William H. Macy y escrita por Will Aldis. Los protagonistas son Rosario Dawson, Nick Robinson, T.I., Grant Gustin, Felicity Huffman, Macy, Jacob Latimore, Rick Fox, William Fichtner, y Kathy Bates.
La película tuvo su estreno mundial en el Festival de cine de Virginia el 10 de noviembre de 2017. Fue lanzada al mercado el 13 de abril de 2018, por great Point Media y Paladin.

## Sinopsis
Taylor Ogburn de 18 años se enamora de Krystal, una mujer de 30 años ex alcohólica y estríper, quién se preocupa por su hijo Bobby. Taylor se une a su grupo de alcohólicos anónimos para poder estar más cerca de ella.

## Reparto
- Nick Robinson como Taylor "Tay-Tay" Ogburn, el hermano de Campbell.
  - Abraham Touchet como Joven Taylor "Tay-Tay" Ogburn.
- Grant Gustin como Campbell Ogburn, el hermano de Taylor.[1]
- Rosario Dawson como Krystal Bryant, madre de Bobby e interés romántico de Taylor.
- William H. Macy como Wyatt Ogburn, el padre de Campbell y Taylor.
- William Fichtner como el Dr. Lyle Farley.
- Kathy Bates como Vera Greenwood, la jefa de Taylor.
- Felicity Huffman como Poppy Ogburn, la madre de Campbell y Taylor.
- Rick Fox como Bo.
- Jacob Latimore como Bobby Bryant, el hijo de Krystal.
- T.I. como Willie[2]
- Amy Parrish como Taryn.

## Producción
El 29 de marzo de 2016, Grant Gustin, Rosario Dawson, William H. Macy, Kathy Bates, John Leguizamo, Felicity Huffman, T.I. y Nick Robinson se unieron al reparto de la película. La fotografía principal comenzó el 18 de abril de 2016 en los Pinewood Atlanta Studios.

## Estreno
La película tuvo su estreno mundial en el Festival de cine de Virginia el 10 de noviembre de 2017. Fue lanzada al mercado el 13 de abril de 2018, por Great Point Media y Paladin.